# Leopoldo Fernando de Austria-Toscana

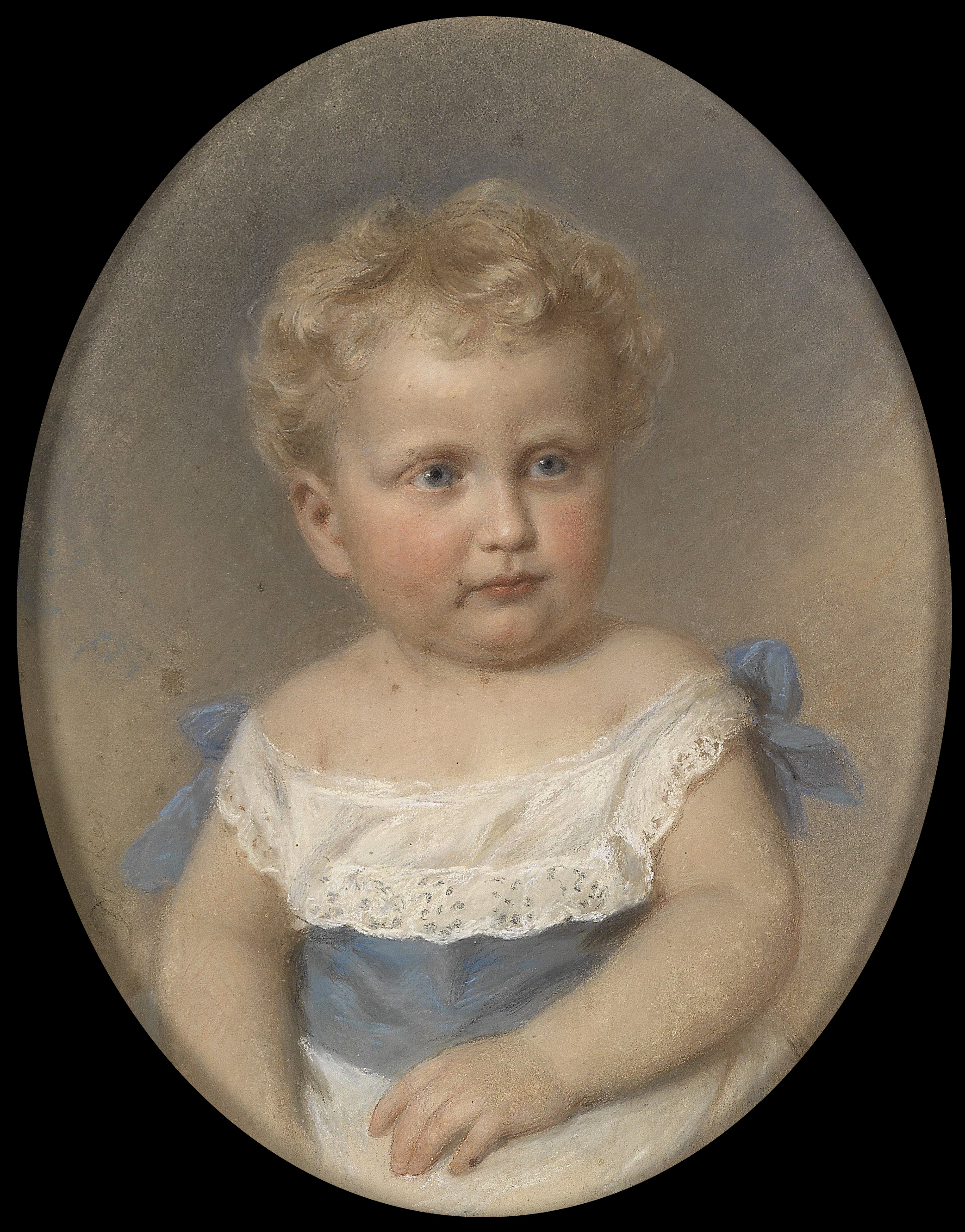
Leopoldo Fernando de niño, por Georg Decker.

Monograma imperial del archiduque Leopoldo Fernando de Austria.

Archiduque Leopoldo Fernando de Austria, Príncipe de Toscana (Salzburgo, 2 de diciembre de 1868-Berlín, 4 de julio de 1935) era el hijo mayor de Fernando IV, gran duque de Toscana y Alicia de Borbón-Parma. Tras su ruptura con la casa imperial, pasó a llamarse Leopoldo Wölfling.

## Primeros años
Leopoldo Fernando Salvador María José Juan Bautista Zenobio Ruperto Luis Carlos Jacob Viviano de Austria-Toscana nació como el cuarto hijo y segundo hijo de Fernando IV, Gran Duque de Toscana. Fue tataranieto del emperador Leopoldo II a través de su segundo hijo Fernando III de Toscana.
Cuando la unificación de Italia se hizo evidente, su padre dejó la Toscana como todos los demás parientes y se instaló en Salzburgo, donde había encontrado un lugar adecuado para quedarse y, gracias al generoso apoyo del emperador Francisco José I, pudo llevar una vida como un príncipe gobernante. De esta manera pudo ofrecerle a Leopoldo una excelente educación, en la que se puso gran énfasis en el aprendizaje de idiomas, y el hijo estaba tan interesado en esto como en las matemáticas.

## Carrera profesional
Como muchos otros miembros de su familia, comenzó su carrera como guardiamarina en la kuk Kriegsmarine, donde fue ascendido a alférez del transatlántico en 1890.
En 1890, Leopoldo se enamoró de su prima, la Infanta Elvira de Borbón y Borbón-Parma, hija de Carlos María de Borbón, duque de Madrid y reclamante carlista al trono de España bajo el nombre de Carlos VII, y de la princesa Margarita de Borbón-Parma, hermana de la Gran Duquesa de Toscana. El joven Leopoldo pidió permiso al emperador Francisco José para desposar a la joven infanta, cuya hermana Blanca también había sido desposada por otro de los archiduques de Toscana. No obstante, las presiones de la reina María Cristina de Habsburgo-Lorena y de la Corte de Madrid conllevaron a la negativa del emperador al mencionado enlace, en tanto el mismo hubiese acercado a la corte de Viena a los reclamantes carlistas, rivales del trono del joven rey Alfonso XIII de España, Francisco José no quería que Austria-Hungría se involucrara indirectamente en la confusa política interna española. 
En 1892 y 1893 Leopoldo acompañó al archiduque Francisco Fernando de Austria en un viaje por mar a través del Canal de Suez y en la India y Australia. La relación entre los dos archiduques era muy mala y sus intentos permanentes de superar y humillar al otro llevó al Kaiser Francisco José I de Austria exigir a Leopoldo Fernando volver a Austria inmediatamente. Salió de la nave en Sídney y volvió a Europa. Fue despedido de la Armada austrohúngara y entró en un regimiento de infantería en Brno. Finalmente, fue nombrado coronel del regimiento de la 81.ª FZM "Baron von Waldstätten".
Años después, Leopoldo se enamoró de una prostituta, Guillermina Adamovics, a quien conoció por primera vez en Augarten, un parque de Viena (otras fuentes afirman que su primera reunión tuvo lugar en Olmütz). Sus padres le ofrecieron 100 000 florines, a condición de que abandonase a su amante. Se negó a hacerlo y en cambio decidió renunciar a la corona con el fin de poder casarse con ella.

## Ruptura con la Casa Imperial
El 29 de diciembre de 1902 se anunció que el emperador Francisco José I de Austria había accedido a una petición de Leopoldo respecto de renunciar a su rango de Archiduque. Su nombre fue borrado de la lista de la Orden del Toisón de Oro y de la lista del ejército. Tomó el nombre de Leopoldo Wölfling, tomando el apellido de una de las montañas que visito anteriormente. Renuncio a sus derechos al Gran Ducado de Toscana y se le prohibió entrar en tierras austríacas y se convirtió en ciudadano suizo. Si bien el emperador, al margen de lo establecido en el estatuto de la Familia Imperial Austríaca, se encargó de mantenerlo en un principio mediante una cuota mensual, además de una entrega de 200 000 florines, así como otros 30 000 en concepto de ingresos de sus padres. Luego de la Primera Guerra Mundial la pensión familiar quedó abolida al igual que la Monarquía.
En ese momento, Leopoldo volvió a Austria y abrió una tienda de delicatessen en Viena, donde se vendían embutidos y aceite de oliva. En 1924 se publicó una biografía de Wölfling en checo, llamada El último de los Habsburgo: los recuerdos y pensamientos. En 1930 apareció una edición en inglés con el título de My Life Story. Una edición americana apareció en 1931. Una edición en alemán apareció en 1935 publicado en Austria por Selle-Eysler. También ejerció de guía en el Hofburg y el Palacio de Schönbrunn. El Archiduque Leopoldo Fernando de Austria se casó 3 veces, primero con Guillermina Abramovic, en Veyrier, Suiza, el 25 de julio de 1903. La pareja se divorció en 1907; se casó luego con María Ritter, el 26 de octubre de 1907 en Zúrich, Suiza; y finalmente se casó con Clara Gröger, el 4 de diciembre de 1933 en Berlín, Alemania. El archiduque Leopoldo Fernando de Austria, murió el 4 de julio de 1935 en Berlín, Alemania, en una relativa pobreza, y casi seis meses después que su madre.